# Femme avec raisin
Femme avec raisin (Dona amb raïm, originalment i en francès) és un quadre pintat per Josep de Togores el 1926 a Saint-Tropez i actualment exposat al Museu d'Art de Cerdanyola.

## Història
Gràcies a petites anotacions al revers de la tela i al bastidor, es pot conèixer la història de l'obra. Pintat a Saint-Tropez, es va exposar per primera vegada a la Galerie Simon, propietat del marxant Daniel-Henry Kahnweiler. L'obra no es va vendre i es va exposar el mateix any a la Sala Parés, on tampoc es vendria. L'obra tornaria a París per viatjar de nou a Berlín, on finalment va ser adquirida per Alfred Flechtheim, soci de Kahnweiler i un dels galeristes més importants d'Alemanya en aquella època. L'obra tornaria a viatjar, aquest cop a Pittsburgh, per a presentar-se a un premi. Aprofitaria el viatge per ser mostrada a diverses ciutats dels Estats Units, per tornar després a Berlín.
L'any 1933 el nazisme va començar a perseguir Flechteim per promocionar el que ells consideraven art degenerat. Per aquest motiu, el galerista va vendre de nou l'obra a Kahnweiler, qui la deixaria a la Galerie Simon. Quan els nazis van entrar a frança, com que Kahnweiler també era jueu, va amagar tot el fons de la seva galeria en un paller als afores de París, on Femme avec raisin romandria amagada amb obres de Juan Gris, Pablo Picasso o Braque, entre molts d'altres.
30 anys després de finalitzar el conflicte, l'obra tornaria a Barcelona quan Kahnweiler va decidir desfer-se de tota l'obra de Josep de Togores.
Més endavant, el 2006, l'obra va ser adquirida pel Museu d'Art de Cerdanyola, abans de la seva inauguració. Es va presentar l'adquisició a l'Espai Enric Granados el 2 de desembre de 2006. Durant el 2011 fou escollida com la Joia del Museu durant els actes relacionats entorn del Dia Internacional dels Museus.

## Exposicions
- 1927 - Galerie Simon, París[1]
- 1927 - Exposició retrospectiva de Josep de Togores, Sala Parés, Barcelona
- 19XX - Berlín
- 19XX - Premi de Pintura del Carnegie Institute, Pittsburgh
- 1997 - Museu Reina Sofia, Madrid
- 1997 - Museu d'Art Modern, Barcelona
- 2007 - Museu de Montserrat
- 2009 - col·lecció permanent del Museu d'Art de Cerdanyola